# Ятрос
Ятрос (на турски: Kızılağaç, Къзълагач) е село в Източна Тракия, Турция, Околия Виза, Вилает Лозенград (Къркларели). Селото има 884 жители.

## История
В 19 век Ятрос заедно с Пенека е едно от двете чисто български села във Визенска каза на Османската империя. Според „Етнография на вилаетите Адрианопол, Монастир и Салоника“, издадена в Константинопол в 1878 година и отразяваща статистиката на населението от 1873 година Ятрос (Yatrose) е село с 40 домакинства и 120 жители българи. В началото на 20 век Ятрос е смесено екзархийско-патриаршистко село и в него има българско училище, в което след Младотурската революция от 1908 година преподава войводата Дико Джелебов. В Ятрос има комитет на ВМОРО.
Според статистиката на професор Любомир Милетич в 1912 година в селото живеят 60 български екзархистки и 40 патриаршистки семейства или 500 души.
През септември 1913 година след Междусъюзническата война българите екзархисти са прогонени в България, а през април 1914 година патриаршистите са изгонени в Гърция и настанени в Солунско. От тях четири семейства заминават за Бургас. Жителите на Ятрос се заселват основно в село Варвара и в Ахтопол. Днес е помашко село.

## Личности
Родени в Ятрос
- Константин Кехайов, български революционер

Починали в Ятрос
- Дико Джелебов (1874 – 1909), български революционер